# Pseudostenophylax hirsutus
Pseudostenophylax hirsutus är en nattsländeart som beskrevs av Forsslund 1935. Pseudostenophylax hirsutus ingår i släktet Pseudostenophylax och familjen husmasknattsländor. Inga underarter finns listade i Catalogue of Life.